# معهد صحة أبقراط
معهد أبقراط الصحي (HHI) هو منظمة غير ربحية في ويست بالم بيتش، فلوريدا، الولايات المتحدة الأمريكية، تأسست في الأصل عام 1956 في ستونهام، ماساتشوستس، من قبل فيكتوراس كولفينسكاس وآن ويجمور المولود في ليتوانيا.
يُنظر إلى معهد أبقراط الصحي على أنه مكان مثير للجدل لأنه يدعي أنه يعالج السرطان بطرق طبيعية غير مثبتة وغير قابلة للتصديق على الرغم من الادعاءات بخلاف ذلك.
في فبراير/ شباط ومارس/ آذار 2015، صدرت أوامر بايقاف ومنع العمل ضد المديرين المشاركين بريان وآنا ماريا كليمنت، وكلاهما يدعيان انهما أطباء، ويطلب منهما التوقف على الفور عن ممارسة الطب غير المرخص. أبلغت وزارة الصحة في فلوريدا معهد أبقراط الصحي رسميًا أنها سحبت بعد ذلك أوامر الإيقاف والمنع ورفضتها بسبب نقص الأدلة الكافية.
تعرض بريان كليمنت ومعهده لانتقادات مباشرة لترويجهم لعدد من العلاجات غير الفعالة، بما في ذلك تلك التي يُزعم أنها «تعكس» السرطان والتصلب المتعدد. هو ليس طبيبا. تم انتقاد علاجاته على نطاق واسع باعتبارها غير فعالة وربما خطيرة. رفع موظفون سابقون في المعهد دعوى قضائية ضد براين كليمنت لفصله بعد إثارة مخاوف بشأن مخالفات أخلاقية في علاج المرضى في المركز.

## انظر ايضًا
- علاجات بديلة لمرض السرطان
- قائمة بعلاجات السرطان غير المثبتة أو المرفوضة